# Juan José Paz (Musiker)
Juan José Paz (Juan José Abbondanza; * 7. September 1921 in Buenos Aires; † 17. Januar 1970 in Mar del Plata) war ein argentinischer Tangopianist, Bandleader, Arrangeur und Tangokomponist.

## Leben
Paz debütierte im Alter von sechzehn Jahren bei Radio Argentina. Von 1940 bis 1942 spielte er im Orchester Miguel Zabalas (mit dem Sänger Carlos Casares). 1943 engagierte ihn Emilio Balcarce für das Begleitorchester Alberto Castillos mit dem Bandoneonisten Julio Ahumada. Mit diesem nahm er insgesamt zwanzig Titel auf, darunter beim Label Odeon den Tango Manoblanca und den Walzer Luna de arrabal.
Von 1945 bis zur Auflösung 1954 war Paz Mitglied des berühmten Orquesta Francini-Pontier (mit den Bandoneonisten Ángel Domínguez, Nicolás Paracino und Juan Salamone, den Geigern Pedro Samartino, Aquiles Aguilar und Mario Lalli, dem Cellisten Adriano Fanelli und dem Kontrabassisten Rafael del Bagno). 1952 leitete er das Begleitorchester bei Aufnahmen des Sängers Alberto Podestá beim Label Pampa.
Nach der Auflösung des Orchesters Francini-Pontier kam Paz zum neuen Orchester Francinis. Dieses war besetzt mit den Bandoneonisten Julio Ahumada, Alfredo Marcucci, Marcelo Yopolo, Victor Lavallén und Dino Saluzzi, den Geigern Francini, José Amatriain, Emilio González, Enrique Rodríguez, Mauricio Marcelli und Alfredo Terré, dem Cellisten José Bragato und dem Kontrabassisten Rafael del Bagno. Paz selbst war Pianist und Arrangeur. Bei RCA-Victor entstanden u. a. die Instrumentalaufnahme La trilla von Eduardo Arolas, Petit salón von Vicente Demarco und Silvio Marinucci mit dem Sänger Alberto Podestá sowie Melodía oriental und Espérame en el cielo mit dem Sänger Roberto Rufino.
Nachdem Mitte 1959 das Orchester Francinis aufgelöst wurde, begleitete Paz die Sängerin Elsa Rivas beim Label Pampas. 1961 wurde er Pianist und Arrangeur im Orchester von Joaquín Do Reyes. 1962 war er vorübergehend Vertreter von Horacio Salgán im Quinteto Real. Im Folgejahr schloss er sich dem von Ángel Domínguez geleiteten Orchester von Radio Splendid an. Längere Zeit leitete er auch die Formation, die den Sänger Miguel Montero begleitete. 
1968 trat er im Konzertcafé La Calle im Quartett mit dem Bandoneonisten Antonio Marchese, dem Gitarristen Héctor Davis und dem Bassisten Pablo Piazza auf. 1970 starb er während seiner Auftritte in der Sommersaison in Mar del Plata im Alter von 48 Jahren an den Folgen einer Herzattacke.

## Kompositionen
- A mí no me hablen de tango (Text von José María Contursi)
- No matarás (Text von Eugenio Majul)
- Los días pasarán (Text von Carlos Bahr)
- Calesita de barrio (Text von José Otero)
- Cerraste los ojos (Y yo te besé) (Walzer, Text von José Otero)
- A pedido (instrumental)
- Tamborilera (Milonga, instrumental)